# Michał Julian Rosenzweig

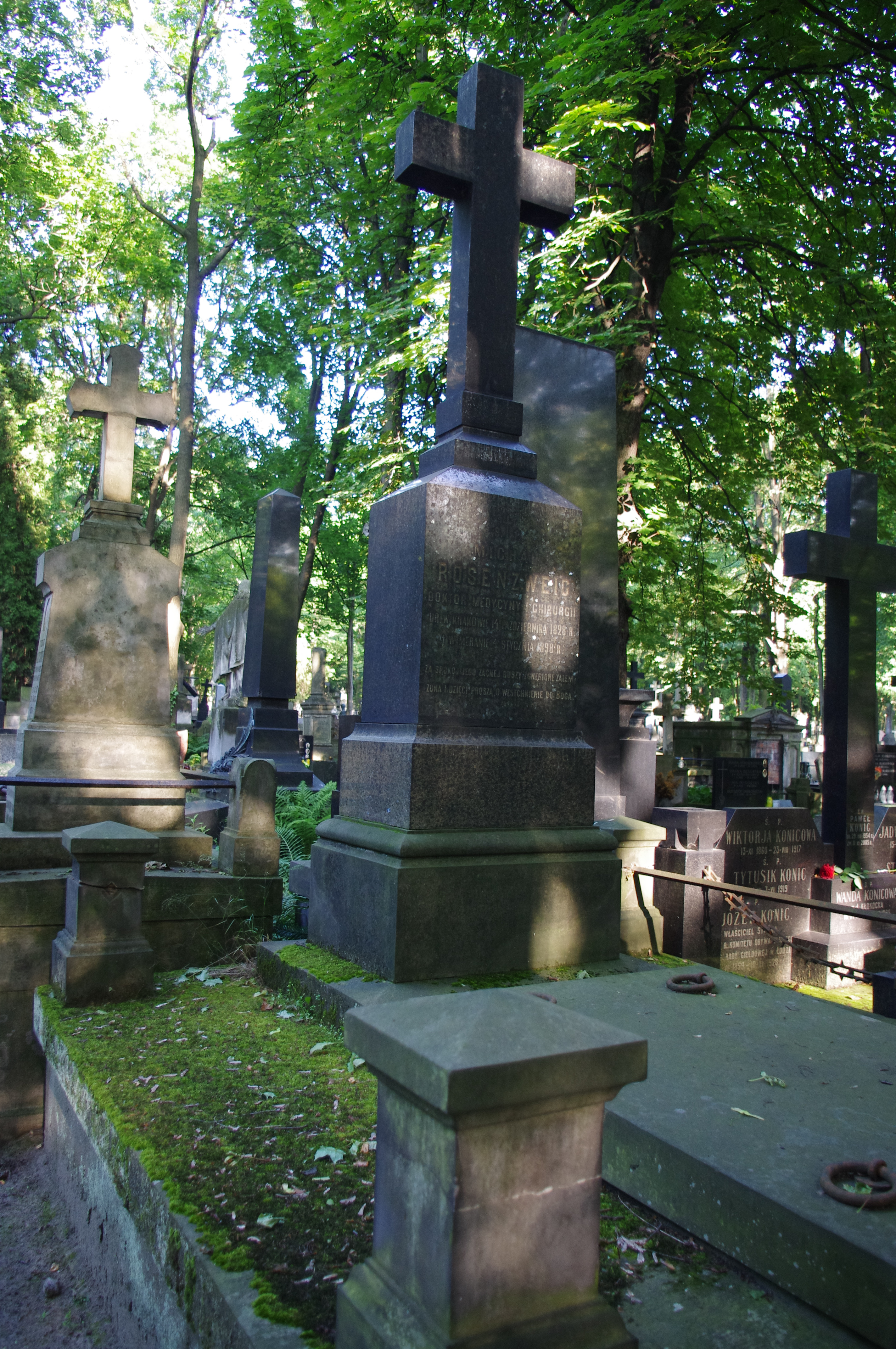
Grób lekarza Michała Juliana Rosenzweiga na Starych Powązkach w Warszawie

Michał Julian Rosenzweig (ur. 14 października 1828 w Krakowie, zm. 4 stycznia 1898 w Meranie) – polski lekarz, syn Henryka Saula Rosenzweiga, brat Leona.
Ukończył gimnazjum w Krakowie i studiował na Uniwersytecie Jagiellońskim. Studia rozpoczęte w 1847 ukończył 27 lipca 1852. W trakcie studiów razem z bratem zmienili wyznanie z mojżeszowego na rzymskokatolickie. Od 1853 mieszkał w Warszawie, gdzie praktykował do końca życia. Zmarł podczas kuracji w Meranie, pochowany na Cmentarzu Powązkowskim (kwatera 72, rząd 4).
10 czerwca 1867 otrzymał Order św. Anny za walkę z epidemia cholery 1866 roku.
Żonaty z Teresą z Cieleckich (zm. 1932). Syn Józef był sędzią Sądu Okręgowego w Warszawie. 